# 宮原夢画
宮原 夢画（みやはら むが、1971年 - ）は、日本の写真家である。

## 来歴・人物
雑誌、広告、TVCM、アーティストのCDジャケット、ミュージック・ビデオも手がける。写真作家としての一面もあり国内外多数の個展で作品を発表している。
アートディレクターである父・宮原鉄生より幼少期から絵画を学び、特にシュールリアリズムの作家に影響を受ける。現在ではディレクターや映画関係の仕事も手がける。
1860年代のコロジオン湿板写真法やアルブミンプリント等の古典技法からデジタルまであらゆる表現を日々探究し、その興味は茶道、華道などの日本の伝統、民族文化にまで及ぶ。
多角的な視点から独自のフィルターを通した匂いのある作品を作り続けている。
作家活動では撮影した大量の写真プリントを手で破き、その破片を組み合わせてコラージュして一つの世界を創り上げる事に重きをおいている。
- 1991年 - ビジュアルアーツ入学
- 1992年 - JPS展入賞
- 1993年 - ビジュアルアーツ卒業後、桑沢デザイン研究所入学
- 1994年 - 東京・ギャラリー denにて個展『muga miyahara exibition』開催
- 1996年 - フリーランスフォトグラファーとして活動開始
- 2001年 - イマージュに所属
- 2002年 - 宮崎・みやはらギャラリーにて宮原鉄生・夢画展『軌跡』開催
- 2004年 - 東京・CPFギャラリーにて個展『山水とモード』開催
- 2005年 - 毎日広告賞受賞
- 2006年 - 京都・スフェラにて個展『a memory of a fish is there』を、東京・ebisuにて『macho&mosquito exhibition』開催
- 2007年 - 東京・UP FIELDギャラリーにて個展『a memory of a fish is there』開催、写真集『 a memory of a fish is there』 を発刊
- 2008年 - ミラノ・GALLERIA CARLA SOZZANI にて個展『TOKONOMA』、東京・エモンフォトギャラリーにて個展『TOKONOMA & Nulla nasca dal nulla』、東京・Gallery POINTにて宮原夢画×諏訪綾子個展『味身』、京都・スフェラエキシビジョンにて個展『Shinatsuhiko』開催
- 2010年 - イマージュを独立後、 Muga Miyahara Fotografia を設立。ミュンヘン・MICHEKO GALERIEにて個展『invisible layers』開催
- 2011年 - 東京・Muga Miyahara Fotografiaにて合同写真展『IPPO-いっぽ』開催。TOKYO PHOTO 2011、PLUS THE ART FAIR 2011、KLEE Inc.主宰 東京画に参加、東京・椿山荘 回廊ギャラリーENTRE DEUXにて『天使が降りてくる場所』開催
- 2012年 - ART OSAKA 2012、Paris Art Fair『Art O'clock』、 神戸 ART MARCHE、青参道 Art Fair、 ベルギー ART GENTに参加
- 2013年 - 東京・hpgrp gallery にて個展『散華 sang』、 写真集『散華』 を発刊
- 2014年 - 東京・72 Gallery にて個展 『シンケンシラハドリ』、写真集『シンケンシラハドリ』を発刊。MAISON MARTIN MARGIELA♯smellslikememories出展
- 2016年 - 東京・タカイシイギャラリーにて個展 『Renaissance』開催。

＜雑誌＞
L'UOMO VOGUE(tiara)、VOGUE NIPPON、Harper's Bazaar、L'official Japon、ATOMICA (USA)、Tear sheet(N.Y)、ELLE japan、ELLE DECO、marie claire、high fashion、装苑、ミセス 、FIGARO japan、FRaU、ViVi、VOCE、pen、spring、Sweet、In Red、men's non-no、GRAZIA、BRUTUS、Casa BRUTUS、Esquire、25ans、CUT、Title、Bafout、Begin、Men's ex、H、SWITCH、Da Vinci、OPENERS、UOMO、SENSE、HUGE、東京カレンダー、ゼクシィAngelo、IQEEN、Snip Style、LEON、WWD  etc
＜広告＞
SHARP、SAISON card、adidas、TAKEO KIKUCHI、SOSU "MIHARA YASUHIRO"、明治製菓、日本テレビ、EPSON、NTT DoCoMo、au by KDDI、mondom、P&G、久光製薬、BEAMS、大塚製薬、TDK、京セラ、サントリー、4°C、HOYU、三陽商会、日本コカ・コーラ、ラフォーレ、サンエイインターナショナル、Righ-on、mizzen、VIDALSASSOON、SAZABY、伊勢丹、BMW mini、Kanebo、Wacoal、HITACHI、阪急百貨店、WELLA、メナード、alfredoBANNISTER、ミズノ、大丸、Nikon、NOKIA、ETHICAL、SOFT BANK、資生堂、KIRIN、高島屋、Marlboro、KDDI、KOSE、森永製菓、RECRUIT、provision by KOSE、sepia、Triumph、Audi、Samantha Thavasa、JILLSTUART、LUMINE  etc
＜音楽＞
GLAY、倖田 來未、サザンオールスターズ、Mr.children、CHEMISTRY、Misia、元 ちとせ、スガシカオ、UNDER GRAPH、上戸彩、片瀬那奈、hero、J、FLOW、パクヨンハ、嵐、My Little Lover、フルカワミキ、Do As Infinity、徳永英明、PUFFY、misono、D'ERLANGER、堂本剛、上原ひろみ、Dream、谷村奈南、SONOMI、城南海、黒木メイサ、栗山千明、いきものがかり、V6、mihimaru GT、AAA、Hitomi、レミオロメン  etc
＜映像＞
倖田來未 PV、misono PV、9mm Parabellum Bullet PV、ラフォーレ TVCM、SHARP AQUOS TVCM、seison card TVCM、朝日ビール TVCM、Right-on TVCM、メナード TVCM、三菱 TVCM、JSR TVCM、Nikon 1 TVCM、森永製菓 TVCM、東芝 TVCM、花王 TVCM、エスエス製薬 TVCM、スポーツニッポン TVCM、Triumph TVCM、Fujitsu Arrows TVCM、サヨナラポニーテール PV、Chara PV、Plenty PV、SONY nasne TVCM、Coolpics TVCM、KOSE雪肌精 TVCM、ラゾーナ川崎、LION、Canon TVCM、JT  etc
＜Celebrity＞
ロナウジーニョ、ウォン・カーウァイ、ジョン・キャメロン・ミッチェル、ウィル・ケンプ、レイチェル・ロバーツ、フェイ・ウォン、アレキサンダー・マックイーン、フランカ・ソッツァーニ、山本耀司、北野武、山田洋次、麿赤児、笠井叡、川口隆夫、森山開次、中村師童、山口小夜子、夏木マリ、桃井かおり、草刈民代、宮藤官九郎、石橋凌、永瀬正敏、渡部篤郎、阿部寛、浅野忠信、オダギリジョー、布袋寅泰、南果歩、山本未来、宮沢りえ、中谷美紀、麻生久美子、栗山千明、野宮真貴、今井美樹、室井佑月、UA、富永愛、木村佳乃、杏、高島礼子、米倉涼子、国生さゆり、菅野美穂、竹内結子、緒川たまき、RIKACO、小西真奈美、BOA、坂井真紀、梨花、SHIHO、板谷由夏、水野美紀、山田優、伊東美咲、田中麗奈、宮崎あおい、綾瀬はるか、蒼井優、北川景子、今田耕司、村上淳、速水もこみち、福山雅治、成宮寛貴、岡田義徳、玉木宏、瑛太、稲垣吾郎、香取慎吾、木村拓哉、長瀬智也、岡田准一、松本潤、桜井翔、滝沢秀明、赤西仁、V6、嵐、松山ケンイチ、水嶋ヒロ、佐藤健、岡田将生、吉川ひなの、一色紗英、佐田真由美、中島美嘉、大塚愛、木村カエラ、戸田恵梨香、堀北真希、石原さとみ、井上真央、吉高由里子、成海璃子、多部未華子、前田敦子、佐藤かよ、北乃きい、佐々木蔵之介、夏菜、綾小路翔、西川貴教、長谷川理恵、加藤あい、水原希子、上戸彩、ヨンア、ガクト、CHARA、染谷翔太、沙羅マリー、片桐はいり、新垣結衣、能年玲奈、萬田久子、徳永英明、上原ひろみ、関ジャニ∞、柴咲コウ、高垣麗子、タッキー&翼、植村花菜、有村架純、中川翔子、山下智久、樋口可南子、佐々木希　井川遥、黒木メイサ、浅野温子、小泉今日子、ルハン、神田沙也加、中条あやみ、アヤバンビ、KAT-TUN、深津絵里、シシドカフカ、天海祐希、妻夫木聡、吉田鋼太郎、古田新太、野田英樹、門脇麦、藤井隆、沢尻エリカ、吉沢亮、コムアイ、鈴木浩介、村上虹郎、齊藤工、岩田剛典、岩崎恭子、ランディ・バース、etc（敬称略）

## 写真集
- 2007年 - a memory of fish is there
- 2013年 - 散華( Sange )
- 2014年 - シンケンシラハドリ